# Ковган, Светлана Петровна
Светла́на Петро́вна Ко́вган (бел. Святлана Пятроўна Коўган; род. 26 августа 1980, Неманица, Минская область), в девичестве Климко́вич (бел. Клімковіч) — белорусская легкоатлетка, специалистка по бегу на длинные дистанции и марафону. Выступала в статусе элитной спортсменки в 1999—2014 годах, победительница и призёрка ряда крупных международных соревнований, участница летних Олимпийских игр в Лондоне. Мастер спорта Республики Беларусь международного класса.

## Биография
Светлана Климкович родилась 26 августа 1980 года в деревне Неманица Борисовского района Минской области Белорусской ССР.
Занималась бегом в Детско-юношеской спортивной школе «Юность» в Борисове под руководством тренера Раисы Дубиной.
Выступала на международном уровне в составе белорусской национальной сборной с 1999 года.
В 2000 году выступила на чемпионате мира по кроссу в Португалии, где в женском забеге на 4,18 км заняла итоговое 96-е место.
В 2001 году стартовала в беге на 1500 метров на молодёжном чемпионате Европы в Амстердаме.
В 2002 году одержала победу на чемпионате Белоруссии в беге на 3000 метров.
Будучи студенткой, в 2003 году представляла Белоруссию на летней Универсиаде в Тэгу, где в программе бега на 800 метров остановилась на стадии полуфиналов.
В 2005 году выступила на Универсиаде в Измире: в беге на 1500 метров финишировала четвёртой, тогда как в эстафете 4 × 400 метров показала в решающем забеге пятый результат.
Бежала 1500 метров на чемпионате Европы 2006 года в Гётеборге, но выйти здесь в финал не смогла.
В 2009 году выиграла марафоны в Санкт-Венделе (2:42:04) и Каварне (2:46:04), стала обладательницей Кубка Белоруссии в беге на 3000 метров, финишировала третьей на Афинском классическом марафоне (2:40:54).
В 2010 году была второй на марафоне в Майнце (2:34:08), выиграла марафон Ханса Кристиана Андерсена в Оденсе (2:33:18) и Бухарестский марафон (2:35:13).
В 2011 году выступила на Кубке Европы по бегу на 10 000 метров в Осло, где заняла 14-е место в личном зачёте. Выиграла марафон Дружбы в Друскининкае (2:44:07) и Мюнстерский марафон (2:35:36). На Кубке Европы по бегу на 10 000 метров в Марселе взяла бронзу в командном первенстве.
На Брайтонском марафоне 2012 года установила свой личный рекорд — 2:29:37. На Кубке Европы по бегу на 10 000 метров в Бильбао заняла 16-е место в личном зачёте и вместе со своими соотечественницами стала четвёртой в командном зачёте. Выполнив с большим запасом олимпийский квалификационный норматив (2:37:00), удостоилась права защищать честь страны на летних Олимпийских играх в Лондоне — здесь в программе женского марафона показала время 2:30:26 и расположилась в итоговом протоколе соревнований на 33-й строке. В завершении сезона добавила в послужной список победы на Августовском полумарафоне (1:17:42) и Познанском марафоне (2:35:08), стала четвёртой на марафоне в Афинах (2:42:30).
На чемпионате Белоруссии 2014 года в Гродно стала бронзовой призёркой в беге на 10 000 метров, уступив в финале только Ольге Мазурёнок и Марине Доманцевич. Также в этом сезоне стала четвёртой на Минском полумарафоне (1:15:59) и второй на полумарафоне в Збоншине (1:22:31).